# Vest-Nedenes prosteri

Prosterier i Agder og Telemarks stift. Det ljusgula området på kartan är Vest-Nedenes prosteri.

Vest-Nedenes prosteri (norska: Vest-Nedenes prosti) är ett kontrakt (prosteri, norska: prosti) i Agder og Telemarks stift inom Norska kyrkan. Kontraktet omfattar kommunerna Birkenes, Grimstad och Lillesand i Agder fylke i södra Norge.

## Socknar
Vest-Nedenes prosteri består av nio socknar (norska: sokn eller sogn):
- Birkenes socken
- Eide socken
- Fjære socken
- Grimstads socken
- Herefoss socken
- Høvågs socken
- Landviks socken
- Lillesands socken
- Vegusdals socken